# Pteropsaron heemstrai
Pteropsaron heemstrai is een straalvinnige vissensoort uit de familie van baarszalmen (Percophidae). De wetenschappelijke naam van de soort is voor het eerst geldig gepubliceerd in 1982 door Nelson.